# Липень 2009
Липень 2009 — сьомий місяць 2009 року, що розпочався у середу 1 липня та закінчився у п'ятницю 31 липня.

## Події
- 1 липня
  - Прем'єр-міністр Хорватії Іво Санадер несподівано повідомив про те, що йде у відставку і в майбутньому не має наміру продовжувати політичну кар'єру.
  - Швеція змінила Чехію на посту держави-голови Ради ЄС.
- 2 липня
  - Обрано нового гендиректор МАГАТЕ, ним став Юкіо Амано.
- 3 липня
  - Нігерія, Алжир і Нігер підписали угоду про будівництво Трансцукрового газопроводу.
- 6 липня
  - Бурунді та Руанда приєдналися до Східноафриканської спільноти.
- 7 липня
  - У Лос-Анджелесі відбулися церемонія прощання і похорони Майкла Джексона.
  - Відкриття 35-го саміту G8 в Італії.
- 12 липня
  - У Республіці Конго пройшли президентські вибори. Переміг чинний президент Дені Сассу-Нгессо (78,6%).
- 13 липня
  - Туреччина, Австрія, Болгарія, Угорщина та Румунія підписали в Анкарі міжурядову угоду про будівництво газопроводу Nabucco.
- 15 липня
  - Старт місії STS-127 шатла «Індевор» до Міжнародної космічної станції.
- 18 липня
  - У Великій Британії у віці 113 років помер Генрі Елінгхем найстаріший чоловік на Землі, учасник Ютландської битви і ветеран Першої світової війни.
- 19 липня
  - У таблицю Менделєєва введено 112 елемент. Запропоновану назва коперницій планують затвердити через півроку.
  - Астрономами виявлено сліди падіння на Юпітер небесного тіла.
- 27 липня
  - Розпочався візит патріарха Московського і всієї Русі Кирила в Україні.
- 29 липня
  - Парламентські вибори в Молдові 2009, другі протягом року.